# Zmarli w marcu 2023

## Marzec 2023
- 31 marca
  - Adam Harasim – polski agronom, prof. dr hab.[1]
  - Robert Janik – polski chirurg, himalaista, naczelnik TOPR (1993–1998)[2][3]
  - Janusz Kucharczyk – polski filozof, eseista, tłumacz i popularyzator nauki[4]
  - Asja Łamtiugina – polska aktorka[5]
  - Elena Marinucci – włoska polityk i prawnik, senator, posłanka do Parlamentu Europejskiego IV kadencji[6]
  - Witalij Merinow – ukraiński zawodnik kickboxingu, uczestnik obrony Ukrainy w trakcie rosyjskiej inwazji w 2022[7]
  - George Nagobads – amerykański lekarz pochodzenia łotewskiego[8]
  - Rabbie Namaliu – papuański historyk, polityk, minister spraw zagranicznych (1982–1984 i 2002–2006), premier Papui-Nowej Gwinei (1988–1992)[9]
  - Mariusz Prokop – polski piłkarz[10]
  - Sarah Thomas – indyjska nowelistka[11]
  - Wan Haifeng – chiński wojskowy[12]
- 30 marca
  - Mentor Ejupi – kosowski malarz i karykaturzysta[13]
  - Johan Leysen – belgijski aktor[14]
  - Mirosław Perz – polski muzykolog i pedagog, prof. dr hab.[15]
  - Elemér Ragályi – węgierski reżyser i operator filmowy[16]
  - Mate Šestan – chorwacki piłkarz[17]
  - Ray Shulman – brytyjski muzyk, autor piosenek, producent muzyczny (ur. 1949)[18]
  - Paweł Śpiewak – polski socjolog i historyk idei, dr hab., poseł na Sejm V kadencji, dyrektor Żydowskiego Instytutu Historycznego (2011–2020)[19]
- 29 marca
  - Tiberiu Ceia – rumuński piosenkarz[20]
  - Ireneusz Łyżwiński – polski zawodnik i trener tenisa ziemnego[21]
  - Sylwester Pawłowski – polski aktor[22]
  - Angela Perez – filipińska aktorka[23]
  - Gilmara Sanchez – brazylijska aktorka[24]
  - Vivan Sundaram – indyjski artysta[25]
- 28 marca
  - Blas Durán – dominikański piosenkarz[26]
  - Robert Gallinowski – niemiecki aktor[27][28]
  - Vikraman Nair – indyjski aktor[29]
  - Sanath Nandasiri – lankijski piosenkarz[30]
  - Jerzy Rzedowski – meksykański botanik polskiego pochodzenia[31]
  - Ryūichi Sakamoto – japoński kompozytor[32]
  - Manfred Schäfer – australijski piłkarz i trener pochodzenia niemieckiego[33]
  - Margareta Strömstedt – szwedzka pisarka i tłumaczka[34]
- 27 marca
  - Wim de Bie – holenderski komik i piosenkarz[35]
  - James Bowman – brytyjski śpiewak operowy, kontratenor[36]
  - Köksal Engür – turecki aktor[37]
  - Krystyna Lisiecka – polska ekonomistka, prof. dr hab.[38]
  - Emahoy Tsegué-Maryam Guèbrou – etiopska pianistka i kompozytorka, zakonnica Kościoła katolickiego obrządku etiopskiego[39]
  - Gianni Minà – włoski dziennikarz[40]
  - Jocelyn Morlock – kanadyjska kompozytorka[41]
  - Krystyna Ostrowska – polska psycholog i kryminolog, urzędniczka państwowa, dr hab.[42]
- 26 marca
  - Pawieł Charin – radziecki kajakarz, mistrz olimpijski (1956) i Europy[43]
  - Nikołaj Dupak – rosyjski aktor[44]
  - María Kodama – argentyńska pisarka i tłumaczka[45]
  - Ivano Marescotti – włoski aktor[46]
  - David McGough – brytyjski duchowny rzymskokatolicki, biskup pomocniczy Birmingham (2005–2020)[47]
  - Juan Carlos Murúa – argentyński piłkarz, trener[48]
  - Karl-Josef Rauber – niemiecki duchowny rzymskokatolicki, nuncjusz apostolski, kardynał[49]
  - Piotr Wysocki – polski aktor[50]
- 25 marca
  - Emil Boček – czeski pilot wojskowy, generał[51]
  - Chabelo – amerykański aktor i komik pochodzenia meksykańskiego[52]
  - Daniel Chorzempa – amerykański organista[53]
  - Christopher Gunning – angielski kompozytor[54]
  - Pawieł Krotow – rosyjski narciarz dowolny[55]
  - Nick Lloyd Webber – angielski kompozytor[56]
  - Pascoal Mocumbi – mozambicki polityk, premier Mozambiku (1994–2004)[57]
  - Hans Richter – niemiecki piłkarz[58]
  - Ja’akow Ziw – izraelski informatyk, współtwórca algorytmów bezstratnej kompresji danych Lempel-Ziv (LZ77 i LZ78)[59]
- 24 marca
  - Jean-Marie Apostolidès – grecko-francuski pisarz i reżyser[60]
  - Jerry Green – amerykański dziennikarz sportowy[61]
  - Scott Johnson – amerykański kompozytor i muzyk[62]
  - Tatsunosuke Kitasato – japoński polityk[63]
  - Gordon E. Moore – amerykański chemik, informatyk, przedsiębiorca, współzałożyciel korporacji Intel[64]
  - Pradeep Sarkar – indyjski reżyser i producent filmowy[65]
- 23 marca
  - Souhila Belbahar – algierska malarka[66]
  - Luca Bergia – włoski perkusista[67]
  - Witold Czarnecki – polski architekt, żołnierz Armii Krajowej[68]
  - Marion Game – francuska aktorka, pochodzenia marokańskiego[69]
  - Epeli Ganilau – fidżyjski wojskowy, polityk, przewodniczący Wielkiej Rady Wodzów (2001–2004)[70]
  - Dafydd Hywel – walijski aktor[71]
  - Peter Marti – szwajcarski piłkarz[72]
  - Edyta Połczyńska – polska germanistka, prof. dr hab.[73]
  - Keith Reid – brytyjski autor tekstów piosenek; znany ze współpracy z zespołem Procol Harum[74]
- 22 marca
  - Rywka Basman Ben-Chaim – izraelska poetka tworząca w jidysz[75]
  - Andrzej Białkiewicz – polski inżynier, rektor Politechniki Krakowskiej (2020–2023)[76]
  - Rebecca Jones – meksykańska aktorka[77]
  - Petro Kokushta – albański malarz[78]
  - Tom Leadon – amerykański gitarzysta rockowy[79]
  - Wojciech Misiuro – polski tancerz, mim, choreograf, reżyser teatralny[80]
  - Stanisław Popiołek – polski dziennikarz, prezes Polskiego Radia (1998−2000)[81]
  - Vera T. Sós – węgierska matematyczka[82]
  - Wayne Swinny – amerykański gitarzysta, członek zespołu Saliva[83]
  - Andrzej Zarębski – polski polityk i przedsiębiorca, poseł na Sejm RP, w 1991 rzecznik prasowy rządu Jana Krzysztofa Bieleckiego[84]
- 21 marca
  - Rolf Brack – niemiecki piłkarz ręczny i trener piłki ręcznej[85]
  - Grażyna Bral – polska dziennikarka i poetka[86]
  - Adam Bronikowski – polski dziennikarz[87]
  - Yehezkel Chazom – izraelski piłkarz[88]
  - Fernand Cheri – amerykański duchowny rzymskokatolicki, biskup pomocniczy Nowego Orleanu (2015–2023)[89]
  - K. P. Dandapani – indyjski prawnik[90]
  - Janez Gorišek – słoweński skoczek narciarski oraz inżynier[91]
  - Ołeksandr Kozarenko – ukraiński pianista, kompozytor[92]
  - Francesco Maselli – włoski reżyser i scenarzysta filmowy[93]
  - Willis Reed – amerykański koszykarz[94]
  - Heinz Steinmann – niemiecki piłkarz[95]
  - Ryszard Strzelecki-Gomułka – polski polityk, podsekretarz stanu w ministerstwie handlu zagranicznego (1969–1974)[96][97]
  - Paweł Treger – polski dziennikarz[98]
- 20 marca
  - Osvaldo Cruz – argentyński piłkarz[99]
  - Paul Grant – amerykański aktor[100]
  - Paweł Maria Dolewski – polski aktor[101]
  - Maria Ilnicka-Mądry – polska lekarka, nauczycielka akademicka i działaczka samorządowa, przewodnicząca Sejmiku Województwa Zachodniopomorskiego (2018–2023)[102]
  - Barbara Maria Okulicz-Sługocka – polska dziennikarka radiowa[103]
  - Michael Reaves – amerykański pisarz, scenarzysta filmowy[104]
  - Jadwiga Zajiček – polska montażystka filmowa[105]
  - Virginia Zeani – rumuńska śpiewaczka operowa[106]
- 19 marca
  - Jean-Jacques Favier – francuski astronauta[107]
  - Gottfried Kustermann – niemiecki strzelec sportowy[108]
  - Marisol Malaret – portorykańska modelka i osobowość telewizyjna, Miss Universe[109]
  - Petar Nadoveza – chorwacki piłkarz, trener[110]
  - Ralph Roberts – nowozelandzki żeglarz[111]
  - Csaba Schmidt – węgierski chemik, samorządowiec, polityk, burmistrz Tatabánya (2010–2019)[112]
  - Pōhiva Tuʻiʻonetoa – tongijski polityk, minister finansów (2018–2019), premier Tonga (2019–2021)[113]
- 18 marca
  - Adek WWA – polski raper[114]
  - Władimir Czernawin – radziecki i rosyjski dowódca wojskowy, admirał floty, głównodowodzący marynarki wojennej (1985–1992)[115]
  - Gloria Dea – amerykańska aktorka i iluzjonistka[116]
  - Łukasz Gajdzis – polski aktor, reżyser teatralny[117]
  - Stanisław Kruciński – polski fechmistrz i szablista[118]
  - Robert Lindsay – brytyjski arystokrata, polityk, minister stanu ds. obrony (1970–1972)[119]
  - Czesław Magnowski – polski aktor[120]
  - Pekka Paavola – fiński polityk[121]
  - Joseph Powathil – indyjski duchowny katolicki, biskup diecezji Kanjirapally, arcybiskup archidiecezjii Changanassery Kościoła syromalabarskiego[122]
  - Walerij Sinau – rosyjski piłkarz, trener[123]
  - Pedro Solbes – hiszpański ekonomista, prawnik, polityk, wicepremier (2004–2009), minister gospodarki i finansów (1993–1996, 2004–2009), komisarz europejski ds. gospodarczych i walutowych (1996–2004)[124]
  - Labo Yari – nigeryjski pisarz[125]
- 17 marca
  - Don Burgess – kanadyjski hokeista[126]
  - Jorge Edwards – chilijski pisarz i dyplomata[127]
  - Ryszard Niemiec – polski dziennikarz, działacz sportowy[128]
  - Carlos Payán – meksykański pisarz, dziennikarz i polityk[129]
  - Lance Reddick – amerykański aktor[130]
  - Raoul Servais – belgijski twórca filmów animowanych[131]
  - Dubravka Ugrešić – chorwacka pisarka i eseistka[132]
- 16 marca
  - Sharon Acker – kanadyjska aktorka[133]
  - Tony Coe – angielski muzyk jazzowy[134]
  - Ángel Fournier – kubański wioślarz, olimpijczyk (2008, 2012, 2016)[135]
  - Patrick French – brytyjski historyk[136][137]
  - Peter Hardy – australijski aktor[138]
  - Fuzzy Haskins – amerykański piosenkarz R&B i funk, muzyk zespołu Parliament[139]
  - Warszosław Kmita – polski aktor[140]
  - José Francisco Moreira dos Santos – angolski duchowny rzymskokatolicki, kapucyn, biskup Uije (1979–2008)[141]
  - Victor Ocampo – filipiński duchowny rzymskokatolicki, biskup Gumaca (2015–2023)[142]
  - Nani Widjaja – indonezyjska aktorka[143]
- 15 marca
  - Dariusz Banek – polski reżyser i scenarzysta teatralny i telewizyjny[144]
  - Théo de Barros – brazylijski kompozytor[145]
  - Henryk Czylok – polski piłkarz grający na pozycji pomocnika[146]
  - Sameer Khakhar – indyjski aktor[147]
  - Krzysztof Koczurowski – polski prawnik,  założyciel i wieloletni prezes PBS[148]
  - Roman Lentner – polski piłkarz, olimpijczyk (1960)[149]
  - Aleksander Łuczak – polski polityk i historyk, profesor nauk humanistycznych, wicepremier (1993–1996), minister edukacji narodowej (1993–1995)[150]
  - Dimitris Papaioanu – grecki piłkarz i trener piłkarski[151]
  - Ronald Rice – amerykański polityk[152]
  - Adam Sandauer – polski działacz społeczny, przewodniczący Stowarzyszenia Pacjentów „Primum Non Nocere”[153]
  - Tadeusz Śliwiński – polski trener siatkówki[154]
  - Jonas Šimėnas – litewski polityk[155]
- 14 marca
  - Bobby Caldwell – amerykański piosenkarz[156]
  - Louisette Dussault – kanadyjska aktorka i pisarka[157]
  - Angel Floro Martínez – hiszpański duchowny rzymskokatolicki, biskup Gokwe (2000–2017)[158]
  - Stanisław Majdański – polski filozof i logik, wykładowca akademicki KUL[159]
  - Luigi Piccatto – włoski rysownik[160]
  - Nuchim Raszkowski – rosyjski szachista[161]
  - Zofia Szmajda-Mierzwicka – polska twórczyni ludowa, laureatka Nagrody im. Oskara Kolberga[162]
  - Antonina Uccello – amerykańska polityk[163]
  - Ved Pratap Vaidik – indyjski dziennikarz[164]
  - Richard Wagner – niemiecki powieściopisarz[165]
- 13 marca
  - Phyllida Barlow – brytyjska artystka wizualna[166]
  - Simon Emmerson – angielski muzyk, kompozytor, bandleader[167]
  - Jim Gordon – amerykański perkusista rockowy[168]
  - Mabo Ismaila – nigeryjski trener piłkarski[169]
  - Eliseu Padilha – brazylijski prawnik i polityk, minister transportu (1997–2001)[170]
  - Chris Shevlane – szkocki piłkarz[171]
  - Ernst Tugendhat – czeski filozof[172]
  - Marija Ujević-Galetović – chorwacka rzeźbiarka[173]
- 12 marca
  - Dick Fosbury – amerykański skoczek wzwyż, mistrz olimpijski (1968)[174]
  - Marek Kopelent – czeski kompozytor muzyki poważnej[175]
  - Barbara Lityńska – polska aktorka i poetka[176]
  - Dragoslav Mihailović – serbski pisarz i scenarzysta[177]
  - Rudel Obreja – rumuński bokser, olimpijczyk (1984)[178]
  - Antônio Pedro – brazylijski aktor[179]
  - Maciej Rosalak – polski dziennikarz[180]
  - Tadeusz Śliwiński – polski malarz i wykładowca akademicki[181][182]
  - Franca Afegbua, nigeryjska fryzjerka i polityczka
- 11 marca
  - Angel Hobayan – filipiński duchowny rzymskokatolicki, biskup Catarman (1975–2005)[183]
  - John Jakes – amerykański pisarz[184]
  - Karoline Käfer – austriacka lekkoatletka, sprinterka[185]
  - Jan Kulik – polski duchowny prawosławny, ksiądz mitrat, odznaczony Orderem św. Marii Magdaleny II klasy[186]
  - Michel Peyramaure – francuski pisarz[187]
  - Waldemar Wilhelm – polski reżyser filmowy[188]
  - Ignacio López Tarso – meksykański aktor[189]
- 10 marca
  - Niall Brophy – irlandzki rugbysta[190]
  - Naonobu Fujii – japoński siatkarz, reprezentant kraju[191]
  - Dick Haley – amerykański piłkarz[192]
  - Napoleon XIV – amerykański piosenkarz, autor piosenek, producent nagrań[193]
  - Juvencio Osorio – paragwajski piłkarz, reprezentant kraju[194]
  - Aleksis Parnis – grecki pisarz i poeta[195]
  - Jiang Yanyong – chiński chirurg[196][197]
  - Tanasije Uzunović – serbski aktor[198]
  - Janusz Weiss – polski dziennikarz, artysta kabaretowy, prezenter radiowy i telewizyjny, członek Salonu Niezależnych[199]
- 9 marca
  - Robert Blake – amerykański aktor[200]
  - Robin Lumley – brytyjski muzyk i producent, członek zespołu Brand X[201]
  - Stanisław Kłos – polski działacz turystyczny, krajoznawca i regionalista, autor przewodników[202][203]
  - Mystic Meg – brytyjski astrolog[204]
  - Jan Olszewski – polski samorządowiec, przewodniczący Rady Miasta Łomży (2018–2019)[205]
  - Samaraditya Pal – indyjski prawnik[206]
  - Fazalur Rehman – pakistański hokeista na trawie, olimpijczyk (1968)[207]
  - Marat Sarulu – kirgiski reżyser i scenarzysta filmowy[208]
  - Jan Syczewski – polski polityk, samorządowiec, działacz mniejszości białoruskiej, poseł na Sejm III kadencji[209]
  - Otis Taylor – amerykański futbolista[210]
- 8 marca
  - Hamit Aliaj – albański poeta[211]
  - Marcel Amont – francuski piosenkarz[212]
  - Paul Anselin – francuski samorządowiec, mer Ploërmel (1977–2008)[213]
  - Hendrik Brocks – indonezyjski kolarz[214]
  - Gianmarco Calleri – włoski piłkarz[215]
  - Italo Galbiati – włoski trener piłkarski[216]
  - Bert I. Gordon – amerykański reżyser, scenarzysta i producent filmowy[217]
  - Ryszard Gralak – polski żeglarz sportowy w klasie Omega, mistrz Polski z 1979[218]
  - Josua Madsen – duński perkusista, członek zespołu Artillery[219][220]
  - Geeta Nair – indyjska aktorka[221]
  - Milenko Nerić – czarnogórski piłkarz[222]
  - Chaim Topol – izraelski aktor[223]
- 7 marca
  - Stanisław Baura – polski zawodnik w podnoszeniu ciężarów, mistrz Polski w sześcioboju atletycznym (1967)[224][225]
  - Antoni Grabowski – polski rzeźbiarz i pedagog[226][227]
  - Władysław Findeisen – polski inżynier, profesor nauk technicznych, rektor Politechniki Warszawskiej (1981–1985), senator I i II kadencji, kawaler Orderu Orła Białego[228]
  - Salvador García-Bodaño – hiszpański poeta[229]
  - Tomasz Hornowski – polski fizyk, dr hab.[230]
  - Dmytro Kociubajło – ukraiński dowódca wojskowy w stopniu młodszego porucznika, uczestnik bitwy o Bachmut, Bohater Ukrainy[231]
  - Dominik Kuta – polski gitarzysta, multiinstrumentalista, wokalista i kompozytor, członek zespołów Czerwone Gitary, Bractwo Kurkowe 1791, Grupa Dominika i Quorum[232][233]
  - Augusto Lauro – włoski duchowny rzymskokatolicki, biskup San Marco Argentano-Scalea (1979–1999)[234]
  - Víctor Luque – hiszpański gitarzysta[235]
  - Bogdan Sujak – polski fizyk, prof. dr hab.[236]
  - Mieczysław Zyner – polski poeta i restaurator[237]
  - Elżbieta Żakowicz – polska piosenkarka, członkini zespołu Wiślanie 69[238]
- 6 marca
  - Georgina Beyer – nowozelandzka polityk[239]
  - Władysław Bieniek – polski samorządowiec i prawnik, prezydent Mielca (1990–1994)[240]
  - Siergiej Griszyn – rosyjski przedsiębiorca i miliarder zamieszkały w USA[241]
  - Stefan Grys – polski samorządowiec, Honorowy Obywatel Miasta i Gminy Śmigiel[242]
  - Władysław Janecki – polski działacz partyjny i robotnik, poseł na Sejm IX kadencji (1985–1989)[243]
  - Marie Krčmová – czeska językoznawczyni, bohemistka, profesor emerytowany na Uniwersytecie Masaryka w Brnie[244]
  - Traute Lafrenz – niemiecka działaczka ruchu oporu w czasie II wojny światowej, członkini antynazistowskiej grupy Biała Róża[245]
  - Stanisław Nowacki – polski samorządowiec, działacz opozycji antykomunistycznej, burmistrz Myślenic (1992–1998)[246]
  - Benigno Luigi Papa – włoski duchowny rzymskokatolicki, biskup Oppido Mamertina-Palmi (1981–1990), arcybiskup Tarantu (1990–2011)[247]
  - Gérard Pélisson – francuski hotelarz, współtwórca Grupy Accor[248]
  - Ryszard Studenski – polski psycholog, prof. dr hab.[249][250]
  - Josef Vojta – czeski piłkarz[251]
- 5 marca
  - Azwar Anas – indonezyjski polityk[252]
  - Francisco J. Ayala – hiszpański genetyk, ewolucjonista, filozof[253]
  - Romualdo Arppi Filho – brazylijski sędzia piłkarski[254]
  - Klaus Bonsack – niemiecki saneczkarz, mistrz świata (1967), mistrz olimpijski (1968)[255]
  - Andrzej Ehrlich – polski chemik, doktor zarządzania, uczestnik powstania warszawskiego, kawaler orderów[256][257]
  - Piero Gilardi – włoski rzeźbiarz[258]
  - Robert Goodman – amerykański promotor walk bokserskich[259][260]
  - Frank Tracy Griswold – amerykański duchowny anglikański, biskup Chicago (1987–1998), prymas Kościoła Episkopalnego Stanów Zjednoczonych (1998–2006)[261]
  - Antal Hetényi – węgierski judoka[262]
  - Matti Klinge – fiński historyk[263]
  - Mirosław Kowalczyk – polski aktor[264]
  - Eugeniusz Olszyna – polski piłkarz[265][266]
  - Mark Pilgrim – południowoafrykański dziennikarz radiowy i telewizyjny[267]
  - Pedro Rodrigues Filho – brazylijski seryjny morderca oskarżony i skazany za zamordowanie 71 osób[268][269]
  - Gary Rossington – amerykański gitarzysta rockowy, współzałożyciel zespołu Lynyrd Skynyrd[270]
  - Shōzō Sasahara – japoński zapaśnik, mistrz świata (1954), mistrz olimpijski (1956)[271]
  - Janusz Szczerbiak – polski samorządowiec, starosta złotowski, burmistrz Krajenki[272]
  - Piotr Wróblewski – polski językoznawca, tłumacz i bibliotekarz, dr hab.[273]
- 4 marca
  - Phil Batt – amerykański polityk, gubernator stanu Idaho (1995–1999)[274]
  - Władysław Bąk – polski socjolog i teolog, prof. dr hab., ksiądz kanonik[275]
  - Roel Degamo – filipiński polityk[276]
  - Joseph Gabriel Fernandez – indyjski duchowny rzymskokatolicki, biskup Quilonu (1978–2001)[277]
  - Andrzej Krystek – polski dziennikarz radiowy[278]
  - Jarosława Pławjuk – ukraińska działaczka praw człowieka, żona Mykoły Pławjuka[279]
  - Zbigniew Puchajda – polski agronom, nauczyciel akademicki i polityk, profesor nauk rolniczych, przewodniczący Rady Naczelnej PPS[280]
  - János Rácz – węgierski koszykarz, olimpijczyk (1964)[281]
  - Spot – amerykański producent muzyczny[282]
  - Leo Sterckx – belgijski kolarz torowy[283]
- 3 marca
  - Bruno Astorre – włoski polityk[284]
  - Milto Baka – albański dziennikarz i pisarz[285]
  - Stanisław Balbus – polski teoretyk literatury[286]
  - Christopher Fowler – brytyjski pisarz[287]
  - Jacek Gorczyca – polski biolog, prof. dr hab.[288]
  - David Lindley – amerykański piosenkarz i gitarzysta[289]
  - Argentina Menis – rumuńska lekkoatletka, dyskobolka[290]
  - Kenzaburō Ōe – japoński pisarz, laureat Nagrody Nobla (1994)[291]
  - Aleksander Rozenfeld – polski poeta i dziennikarz[292]
  - Kazimierz Rzewuski – polski nauczyciel, polonista i autor podręczników księgoznawstwa[293]
  - Tom Sizemore – amerykański aktor[294]
  - Camille Souter – irlandzka malarka[295]
  - Rafael Viñoly – urugwajski architekt[296]
  - Anna Wunderlich – polska scenograf filmowa[297]
- 2 marca
  - Mary Bauermeister – niemiecka artystka wizualna[298]
  - Giuseppe Cacciatore – włoski filozof[299]
  - Steve Cain – amerykański wokalista metalowy, członek zespołu Critical Khaos[300]
  - Stanisław Kolasa – polski pilot wojskowy i działacz partyjny[301]
  - Per Kristoffersen – norweski piłkarz, reprezentant kraju[302]
  - Andrzej Kucharczyk – polski zapaśnik[303]
  - Steve Mackey – angielski gitarzysta basowy, producent, muzyk zespołu rockowego Pulp[304]
  - Janusz Makowski – polski piłkarz[305][306][307]
  - María Onetto – argentyńska aktorka[308]
  - Benedykt Radecki – polski perkusista, członek zespołów Dżamble, Extra Ball, Niebiesko-Czarni i Skaldowie[309]
  - Wayne Shorter – amerykański kompozytor i saksofonista jazzowy[310]
  - Gothart Stier – niemiecki dyrygent chóru i śpiewak[311]
  - Lucjan Woźniak – polski pianista i grający na banjo gitarzysta, członek zespołów Flamingo oraz Rama 111[312][313]
  - Joachim Zeller – niemiecki samorządowiec, polityk, eurodeputowany (2009–2019)[314]
  - Jan Żurawski – polski zapaśnik, olimpijczyk[315]
- 1 marca
  - Ted Donaldson – amerykański aktor[316]
  - Wally Fawkes – brytyjski klarnecista jazzowy, rysownik i satyryk[317]
  - Just Fontaine – francuski piłkarz[318]
  - Károly Kapronczay – węgierski historyk, badacz stosunków polsko-węgierskich, muzeolog[319]
  - Gilberto Malvestuto – włoski partyzant w trakcie II wojny światowej[320]
  - Pintu Nanda – indyjski aktor[321]
  - Dan McGinn – amerykański baseballista[322]
  - Allan McGraw – szkocki piłkarz[323]
  - Adam Pasterz – polski trener siatkarski[324]
  - Irma Serrano – meksykańska aktorka, piosenkarka i polityk[325]
  - Maciej Szumigała – polski specjalista w zakresie budownictwa, dr hab.[326]
  - Joseph Edra Ukpo – nigeryjski duchowny rzymskokatolicki, biskup Ogoja (1973–2003), arcybiskup Kalabaru (2003–2013)[327]

- data dzienna nieznana
  - Antoni Bartecki – polski szablista[328]
  - Stanisława Dziedziczak – polska dialogistka[329][330]
  - Jeff Gaylord – amerykański wrestler i piłkarz[331]
  - Bernadette Hunt – brytyjska aktorka[332]
  - Ladislav Jásek – czeski skrzypek[333]
  - Don Megson – angielski piłkarz i trener piłkarski[334]
  - Jakow Neisztadt – rosyjsko-izraelski szachista[335]
  - Antoni Olbromski – polski żołnierz konspiracji niepodległościowej w czasie II wojny światowej, działacz kombatancki, kawaler orderów[336][337]
  - Ryszard Skulski – polski specjalista w zakresie inżynierii materiałowej, dr hab.[338]